# Topobibliografia
Una topobibliografia és una bibliografia que recull totes aquelles publicacions que, tot i ser publicades a qualsevol lloc, s'ocupen d'un territori determinat (una localitat, una comarca o un país).